# Alan Davidson (calciatore australiano)
Alan Edward Davidson (Melbourne, 1º giugno 1960) è un allenatore di calcio, ex calciatore ed ex giocatore di calcio a 5 australiano, di ruolo difensore o centrocampista.

## Carriera

### Calcio a 5
Utilizzato nel ruolo di giocatore di movimento, Davidson ha disputato, con la Nazionale maschile di calcio a 5 dell'Australia, il FIFA Futsal World Championship 1989 concluso dalla nazionale oceaniana al primo turno, affrontando Stati Uniti, Italia e Zimbabwe.